# Юн Анатолій Інокентійович
Анато́лій Іноке́нтійович Ю́н (* 1952) — український архітектор. Лауреат Державної премії України в галузі архітектури-2006.

## З життєпису
Народився 1952 року. Входить до складу Київської міської організації НСАУ від 1990 року.
Лауреат Державної премії України в галузі архітектури (2006). Нагороду отримав в складі колективу авторів фізкультурно-спортивного комплексу Одеського припортового заводу у місті Южний — він та Гудименко Анатолій Олександрович, Серьогін Юрій Іванович, Дощенко Анатолій Олександрович (архітектори), Лебедич Ігор Миколайович (інженер-будівельник), Горбатко Валерій Степанович (директор ВАТ «Одеський припортовий завод»).